# Babice-Kolonia
Babice-Kolonia – kolonia wsi Babice w Polsce, położona w województwie mazowieckim, w powiecie garwolińskim, w gminie Trojanów.
Kolonia należy do rzymskokatolickiej parafii św. Bartłomieja Apostoła w Korytnicy.
W latach 1975–1998 kolonia administracyjnie należała do województwa siedleckiego.